# 皱褶马先蒿皱褶亚种
皱褶马先蒿皱褶亚种（学名：Pedicularis plicata sp. plicata）为玄参科马先蒿属下的一个亚种。种名 plicata 意为“有褶皱的”。